# Ожиганово (Яранский район)
Ожиганово — упразднённая в 2016 году деревня в Яранском районе Кировской области России. Входил в состав Никулятского сельского поселения.

## География
Деревня находится в юго-западной части Кировской области, в зоне хвойно-широколиственных лесов, на правом берегу реки Ноли, на расстоянии приблизительно 36 километров (по прямой) к юго-востоку от города Яранска, административного центра района. Абсолютная высота: 157 метров над уровнем моря.

## Климат
Климат характеризуется как умеренно континентальный, с умеренно холодной снежной зимой и тёплым летом. Среднегодовая температура: 2 — 2,3 °C. Средняя температура воздуха самого холодного месяца (января) составляет −13,6 °C (абсолютный минимум: −46 °С); средняя температура самого тёплого месяца (июля) составляет 18,3 °C (абсолютный максимум составляет 37 °С). Безморозный период длится в течение 117 дней. Годовое количество атмосферных осадков — 639 мм, из которых 405 мм выпадает в период с апреля по октябрь. Снежный покров держится в течение 162 дней.

## История
Снята с учёта 29.02.2016.

## Население
| 2010 |
| ---- |
| 1    |

### Половой состав
По данным Всероссийской переписи населения 2010 года в гендерной структуре населения мужчины составляли 100 %.

### Национальный состав
Согласно результатам переписи 2002 года в деревне проживал один житель русской национальности.

## Инфраструктура
Было личное подсобное хозяйство.

## Транспорт
Просёлочная дорога.